# Kathedrale von Rzeszów

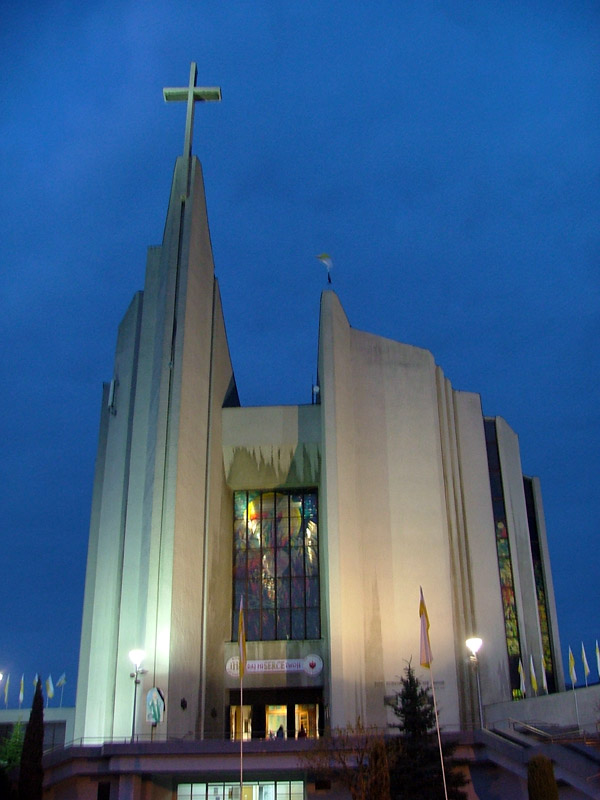
Außenansicht

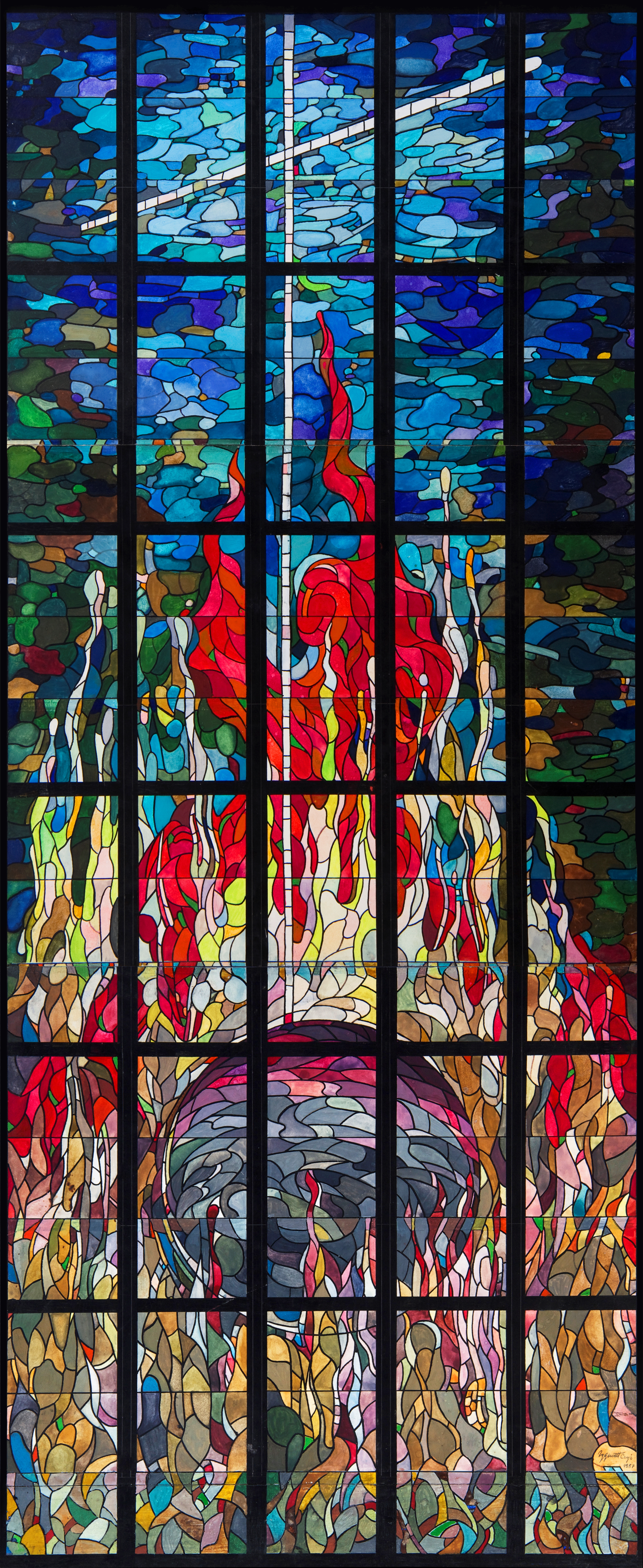
Buntglasfenster

Die Kathedrale Herz Jesu in Rzeszów ist eine römisch-katholische Kirche in der Woiwodschaft Karpatenvorland in Polen. Die Kathedrale des Bistums Rzeszów mit dem Patrozinium Herz Jesu ist ein postmoderner Bau.
Die Kirche wurde in den Jahren 1979–1982 nach Plänen von Witold Cęckiewicz (1924–2023) gebaut und 1992 von Papst Johannes Paul II. geweiht.

## Ausstattung
Das Altarbild in einer Rundbogenädikula zeigt Jesus Christus in einer Lichtgloriole.
Die Buntglasfenster gehen auf Zygmunt Czyż (1941–2003) zurück, der sich von Stanisław Wyspiański und Józef Mehoffer inspirieren ließ.

### Orgel
Die Orgel mit 36 Registern und 3 Manualen aus dem Jahr 1991 ist ein Werk des Orgelbauers Włodzimierz Truszczyński.